# Дмитровське (Медновське сільське поселення)
Дмитровське (рос. Дмитровское) — присілок в Калінінському районі Тверської області Російської Федерації.
Населення становить 333 особи. Входить до складу муніципального утворення Медновське сільське поселення.

## Історія
Від 2005 року входить до складу муніципального утворення Медновське сільське поселення.

## Населення
| 1859 | 1884 | 2002 | 2010 |
| ---- | ---- | ---- | ---- |
| 413  | ↘401 | ↘309 | ↗333 |